# Michaela Schmidt (Skispringerin)
Michaela Schmidt (* 27. November 1983) ist eine ehemalige deutsche Skispringerin. Sie ist eine der ersten Frauen, die die Sportart Skispringen betrieben.

## Werdegang
Schmidt sprang im Alter von zehn Jahren erstmals auf der Adlerschanze in Schönwald. 1998 nahm sie an den Junioren-Weltmeisterschaften in St. Moritz teil. Die Organisatoren luden die Springerinnen einfach ein, denn die FIS hatte diesen Wettbewerb nicht geplant und wollte die Teilnahme verbieten. Schmidts Vater drohte aber die FIS öffentlich der Frauenfeindlichkeit zu bezichtigen. Die Verantwortlichen gaben schließlich nach und der Wettbewerb durfte, wenn auch nur inoffiziell, stattfinden. Schmidt belegte den dritten Platz. Im selben Jahr wurde sie baden-württembergische Schülermeisterin und ließ dadurch zahlreiche Jungen hinter sich. Im Januar 1999 gewann sie einen Alpencup. Wenig später gab es den ersten Skisprung-Wettbewerb für Frauen. Seit 1999 findet jedes Jahr im Winter ein Ladies-Grand-Prix mit vier Springen statt. Die Premiere 1999 in Braunlage gewann sie in einem Durchgang. In den nächsten Jahren trat sie mit unterschiedlichem Erfolg regelmäßig bei FIS-Rennen an. Beim Europäischen Olympischen Winter-Jugendfestival 2001 in Vuokatti sprang sie im Einzel auf den neunten Platz.

## Persönliches
Schmidt ist verheiratet und hat drei Kinder. Ihr Vater war der langjährige Bürgermeister ihres Heimatortes Schönwald im Schwarzwald, Hans Georg Schmidt (1952–2020).